# Ворсинка
Ворси́нка (рос. Ворсинка, башк. Ворсинка) — присілок у складі Бакалинського району Башкортостану, Росія. Входить до складу Староматинської сільської ради.
Населення — 14 осіб (2010; 21 у 2002).
Національний склад:
- кряшени — 67 %
- росіяни — 33 %